# Корнет (ПТРК)
«Корне́т» (Індекс ГРАУ — 9К135, за класифікацією МО США і НАТО: AT-14 Spriggan) — протитанковий ракетний комплекс розробки Тульського КБ Приладобудування. Розроблений на базі комплексу танкового керованого озброєння «Рефлекс», зберігши основні його компонувальні рішення. Призначений для ураження танків та інших броньованих цілей, в тому числі оснащених сучасними засобами динамічного захисту. Модифікація ПТРК «Корнет-Д» може вражати й повітряні цілі.
Основна відмінність від попередніх ПТРК «Фагот», «Конкурс» та «Метис» — в системі наведення. Якщо управління ПТКР останніх здійснювалося по дротах, то ПТКР «Корнета» наводиться по лазерному променю.

## Опис
Ракета виконана по аеродинамічній схемі «качка», два керма, що розкриваються з ніш розміщені в її передньому відсіку, там же знаходиться головний заряд тандемної кумулятивної бойової частини (БЧ) і вузли повітряно-динамічного приводу рулів з лобовим повітрязаборником. У середній частині ракети розміщено твердопаливний двигун з двома кососкерованими соплами, за ним розташована основна кумулятивна БЧ. У хвостовому відсіку ракети встановлені елементи системи управління ракетою, включаючи фотоприймач лазерного випромінювання, також на хвостовій частині корпуса закріплені чотири розкладних тонких сталевих крила, що розкриваються після виходу ракети з транспортно-пускового контейнера (ТПК) під дією сил пружності матеріалу крил. Крила розташовані під кутом 45° відносно рулів. ПТКР разом з вибивним зарядом розміщуються в герметичному ТПК, мають відкидні кришки і ручку. Корпус ракети і складні рулі — металеві, матеріал ТПК — пластик. Термін зберігання ракети в ТПК без проведення регламентних перевірок — 10 років.
ПТКР 9М133 оснащена тандемною кумулятивною бойовою частиною, основна бойова частина розташована позаду ракетного двигуна для забезпечення необхідної фокусної відстані при формуванні кумулятивного струменя. З цією ж метою корпус твердопаливного ракетного двигуна виконаний у кільцеподібній формі з порожнистим центральним каналом для проходження крізь нього високошвидкісного струменя.
Крім кумулятивної бойової частини можливо спорядження ракет термобаричною бойовою частиною (9М133Ф) для ураження різних інженерних споруд і вогневих точок.
Пускова установка ракет 9П163М-1 розміщена на триножному верстаті і містить у собі приціл, здатний працювати в оптичному і інфрачервоному режимах, оптичний лазерний пристрій і апаратуру системи наведення і керування польотом ракети.
Крім піхотної установки, «Корнет» включений до складу комплексу озброєння «Корнет-Т» на шасі БМП-3 призначений для заміни застарілих ПТРК «Конкурс» і «Штурм-С». Бойова машина на шасі БМП-3 9П162 (об'єкт 699) має висувну пускову установку 9П163М-1 з двома ракетами 9М133, яка ховається в корпус в похідному положенні, та автомат заряджання з магазином на 16 ракет (12 ракет в контейнерах, 4 в ложементах). Система дещо подібна до системи «Хризантема». Система наведення 9П163М-1 дозволяє одночасний пуск двох ракет керованих за різними лазерними каналами.
Тульським КБ Приладобудування також була запропонована автоматизована ПУ 9П163-2 «Квартет» з чотирма ракетами в контейнерах і електромеханічними приводами на базі легкого шасі.
Траєкторія польоту ракети — спіраль.

## Тактико-технічні характеристики
- Максимальна дальність стрільби:
  - Вдень — 5500 м
  - Вночі — 3500 м
- Мінімальна дальність стрільби: 100 м
- Максимальна флангова швидкість цілі: 70 км/год
- Система управління: напівавтоматична, по променю лазера
- Калібр ракети: 152 мм
- Довжина ракети: 1200 мм
- Максимальний розмах крила: 460 мм
- Маса:
  - Транспортно-пусковий контейнер з ракетою: 29 кг
  - Ракета: 26 кг
  - Маса БЧ: 7 кг
- Бойові частини:
  - Тандемна кумулятивна:
    - Маса ВР: 4,6 кг
    - Бронепробивність: 1200 мм гомогенної броні за ДЗ.
    - Пробивність бетонного моноліту: не менше 3000 мм

  - Термобарична
- Тип двигуна: РДТП
- Тепловізійний приціл 1ПН-79 «Метис-2»:
  - Маса: 11 кг
  - Дальність виявлення/стрільби цілі вночі: до 4500 м
  - Дальність розпізнавання цілі: 2500 м
- Штатна бойова обслуга: 2 особ.
- Маса переносної ПУ 9П163М-1 (на тринозі): 26 кг
  - Час переведення з похідного положення в бойове: менше 1 хв.
- Маса вбудовуваної ПУ 9П163М-2 «Квартет»: 60 кг (за іншими даними — 48)
- Готовність до пуску, після виявлення цілі: 1 — 2 с
- Бойова скорострільність: 2 — 3 постр/хв
- Час перезарядження ПУ: 30 с
- Кути наведення ПУ 9П163М-1/9П163М-2:
  - По горизонталі: 360/180°
  - По вертикалі: від −5° до +20°/-10° до +15°
- Температурний діапазон бойового застосування:
  - «Корнет» від −50° до +50 °С
  - «Корнет-Э» від −20 ° до +60 °С
- Висота бойового застосування над рівнем моря: до 4500 м
- СКО 0.3 м[7]

## Бойове застосування

### Арабо-ізраїльський конфлікт
ПТРК «Корнет-Э» (експортний варіант) брав участь у бойових діях між армією Ізраїлю та угрупованням Хезболла на півдні Лівану в 2006. Кілька ПУ і невикористані ракети були захоплені ізраїльською армією. До ліванських бойовиків він потрапив можливо з Сирії, куди система постачалась офіційно.
Згідно зі звітом ізраїльської армії, в цьому конфлікті 46 танків «Меркава» отримали різні пошкодження від вогню противника (всіма видами впливу). У 24 випадках була пробита броня, в 3 з цих випадків здетонував боєкомплект. Безповоротні втрати від ракет всіх типів, включаючи «Корнет-Э», склали лише 3 танки (по одному «Меркава-2», «Меркава-3» і «Меркава−4»).
Кілька ПТРК «Корнет» потрапили в Ізраїльський Національний інститут з вивчення боєприпасів інженерних військ армії оборони Ізраїлю.
За заявами ізраїльської влади, 7 квітня 2011 під час обстрілу ізраїльського шкільного автобуса бойовики ХАМАС застосували ПТРК «Корнет», що призвело до дипломатичного скандалу між Ізраїлем і Росією.
28 січня 2015 року щонайменше 3 протитанкових ракети комплексу «Корнет» були випущені з території Лівану по ізраїльському військовому всюдиходу та селищу. В результаті 2 військовослужбовці загинули і 7 отримали поранення, включно з цивільними особами.

### Російсько-українська війна
Невстановлена кількість ПТРК «Корнет» знаходились на озброєні російських терористів. Українські військові знаходили на полишених позиціях російських терористів використані транспортно-пускові контейнери від ракет 9М133 ПТРК «Корнет» з відповідним маркуванням (ракети 9М133 та її кумулятивної бойової частини 9Н156-1). Окрім того, українські військові знаходили уламки від ракет «Корнет» 2009 року випуску після обстрілів з боку терористів. Зокрема, цими ракетами були обстріляні блокпости українських силовиків поблизу міста Щастя.
А в квітні 2015 року був обстріляний взводний опорний пункт, на якому тоді несли службу представники «афганської роти» 24 штурмового батальйону ЗС України «Айдар» поблизу населеного пункту Жолобок ракетами з термобаричною бойовою частиною. Поблизу блокпосту були знайдені рештки бойової частини 9М113Ф-1, виготовленої в 2012 році. 23 квітня, представники Головного управління військового співробітництва та миротворчих операцій Генерального штабу Збройних Сил України надали представникам Київської асоціації військових аташе в України чергові докази застосування на території Луганської та Донецької областей зброї російського виробництва — знайдені рештки ракет.
Під час повномасштабного російського вторгнення в 2022 році певна кількість російських ПТРК була захоплена українськими військовими. В липні 2022 року бійці 98-го батальйону тероборони «Азов» Дніпро повідомили, що з російського ПТРК 9К129 «Корнет» було уражено БМП окупантів.

### Громадянська війна в Сирії
У бойових діях проти бойовиків ІДІЛ танки Леопард 2 зі складу збройних сил Туреччини зазнали перших великих втрат. До того, навіть в Косово та Афганістані Леопард 2 не зазнавали настільки істотних ушкоджень. Так, наприклад, один канадський Леопард 2 підірвався на міні Талібану в Афганістані, проте екіпаж вижив.
У грудні 2016 року, в ході операції «Щит Євфрату» Туреччина направила до півночі Сирії танки Leopard 2A4, які брали участь в боях за місто Аль-Баб. Відомо, що бойовикам Ісламської держави вдалось вразити із протитанкових ракетних комплексів щонайменше 3 танки до 14 грудня 2016 року.
Станом на 12 січня 2017 року турецькі військові втратили до 10 танків Леопард 2A4 в боях за місто Аль-Баб. І хоча дані про втрати офіційно не підтверджені, експертна спільнота припускає, що вони можуть точно відображати реальність. Із 10 втрачених танків, шестеро були знищені ПТРК «Корнет».

## Модифікації

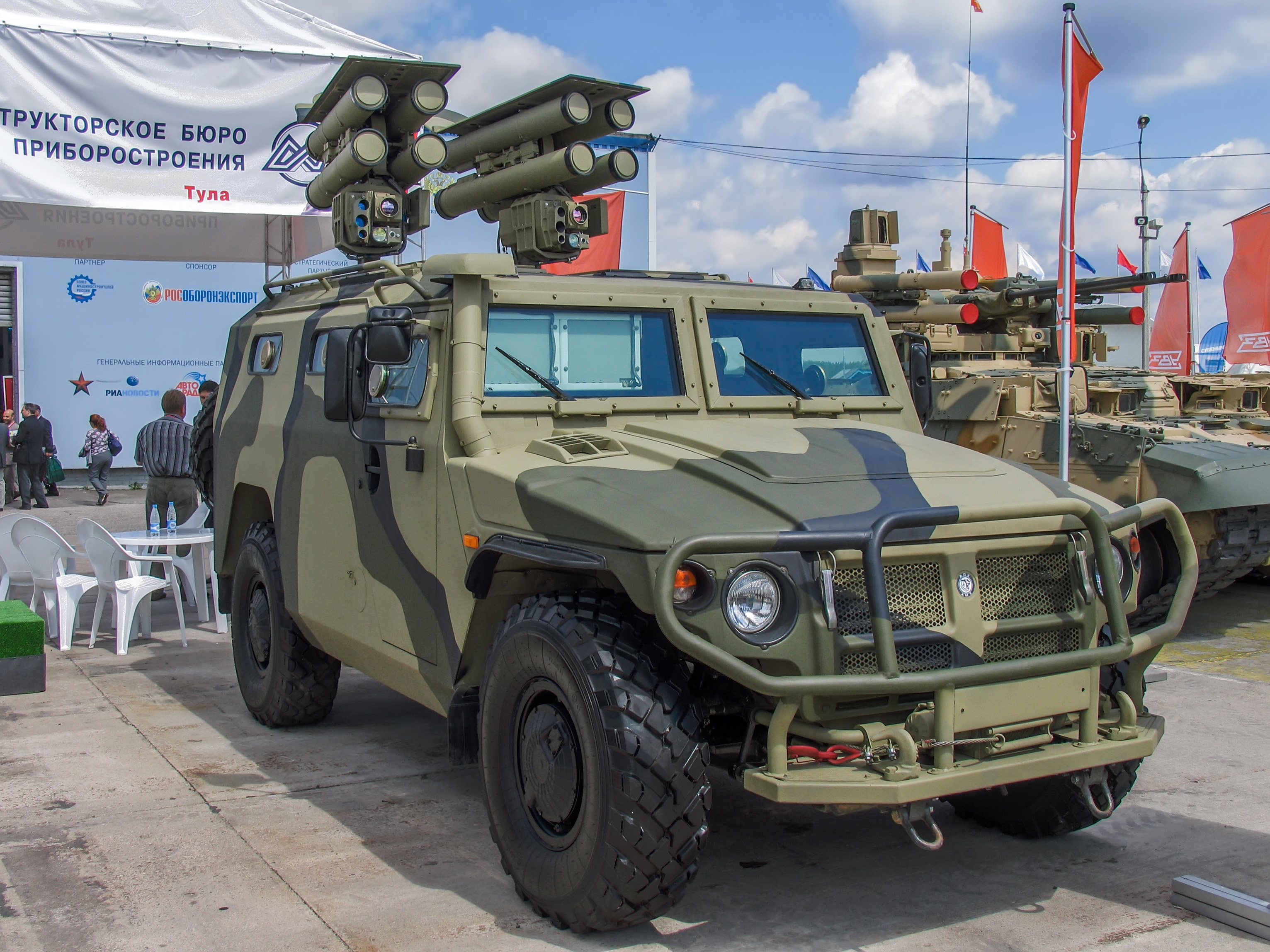
ГАЗ «Тигр» з двома пусковими установками Корнет-ЕМ на виставці, 2012 рік

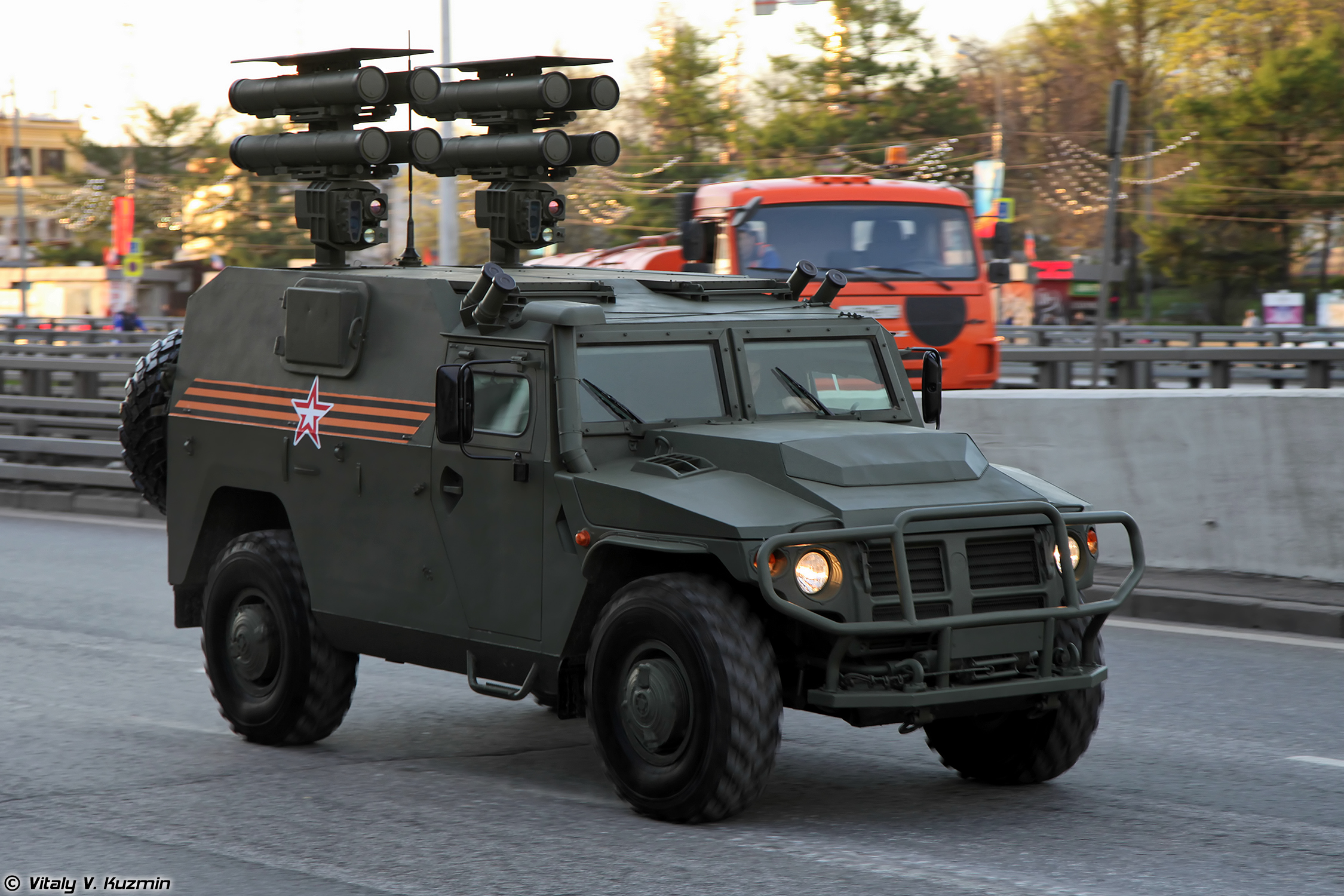
ГАЗ «Тигр» з двома пусковими установками Корнет-Д на військовому параді в Москві, 2015 рік

- Корнет-Е — експортна модифікація комплексу Корнет.
- Корнет-Д — модернізована версія комплексу Корнет (дальність стрільби — 10 км, бронепробивність 1100—1300 мм)[25].
- Корнет-ЕМ — експортна версія комплексу Корнет-Д[26].
- Корнет-Т — самохідна пускова установка — бойова машина 9П162 на базі шасі БМП-3 («об'єкт 699»).

Також Іран налагодив виробництво піратської копії комплексу Корнет-Э під назвою Dehlaviyeh (Дехлавієх).
Також створена перспективна бойова машина на основі бронеавтомобіля ГАЗ «Тигр» шляхом встановлення двох автоматичних пускових установок з прицільними системами на 4 контейнера з ПТРК кожна. За вимогою замовника, можливе встановлення однієї пускової установки на 4 ракети. Боєкомплект комплексу — 8 готових до бою ПТРК, всього система має 16 ПТРК. Час переведення з похідного положення в бойове — 7 секунд.
У листопаді 2018 року китайська компанія Norinco представила модульний ПТРК, який за зовнішнім виглядом та характеристиками істотно схожий на ПТРК «Корнет».

## Оператори
Станом на серпень 2009 було продано 35 000 одиниць ПТКР «Корнет».
- Росія — близько 750 ПТКР «Корнет», станом на 2009[2].
- Азербайджан — близько 100 одиниць 9М133 поставлено з Росії в період з 2009 по 2010 роки[31].
- Алжир — поставлено 216 ПТКР для БМП-2М з 2007 по 2009 на загальну суму 50 млн доларів[32]. За іншими даними, близько 3000 одиниць 9М133 поставлено з Росії в період з 2006 по 2010 роки[31].
- Греція — 196 ПУ 9П196 «Корнет-Е» малося на озброєнні Сухопутних військ, станом на 2010[33]. Постачання здійснювалося в два етапи, за контрактом укладеним з Рособоронекспортом в 2001 році на 278 ПТРК[34].
- Еритрея — 80 одиниць 9М133 поставлено з Росії в 2005 , загальна сума контракту — 170 тис. дол.[31]
- Індія — більше 250 пускових установок 9П196 «Корнет-Е» і близько 3000 одиниць 9М133 поставлено з Росії в період з 2003 по 2006 роки[31].
- Йорданія — 200 пускових установок і 2000 одиниць 9М133 поставлено з Росії в період з 2009 по 2010 роки[31].
- Кот-д'Івуар — деяка кількість ПТРК «Корнет-Е», за станом на 2010[35].
- Ліван — кількість і статус невідомі[36]
- Перу — 244 ПТКР та 24 ПУ «Корнет-Е», за станом на 2010[37] укладений контракт у 2008 році на суму 23 млн дол.[38]
- Сирія — 1000 ПТРК, станом на 2010[39]. Контракт на поставку виконаний в 1990-ті роки на суму 65 млн дол.[40]
- Туреччина — 80 ПТРК «Корнет-Е» знаходилося на озброєнні Сухопутних військ, станом на 2010[41], в тому числі, до 800 ракет — поставлених у 2009 році за контрактом укладеним з Рособоронекспортом у 2008 році[42] контракт вартістю 70 млн дол.[43]
- Україна —певна кількість захоплена під час Російського вторгнення в Україну[44].

Воєнізовані організації
- Хезболла — повідомлялося про наявність ПТРК «Корнет-Е» у цій організації[45]. Під час Другої Ліванської війни бойовики «Хізбаллах» використовували «Корнети» для боротьби з ізраїльською бронетехнікою.
- Хамас[46][47]
- Палестинський Ісламський джихад — 21 листопада 2012 року організація оприлюднила відео, на якому показаний комплекс 9К133 «Корнет» та оператор-жінка. Угрупування заявило, що використало комплекс для ураження ізраїльської піхоти 20 листопада в регіоні Ешкол на півдні Ізраїлю[48].
- Фронт визволення Палестини — заявив, що використав комплекс Корнет для ураження машини Армії оборони Ізраїлю 10 листопада 2012 р поблизу пропускного пункту Карні.
- Російські терористи — невстановлена кількість ПТРК перебувала на озброєнні російських терористів під час Війни на сході України[16].

Потенційні
- Саудівська Аравія: 5 жовтня 2017 року Міністерство оборони Саудівської Аравії та російський уряд підписали угоди про придбання систем С-400, ПТРК Корнет-ЕМ, реактивних вогнеметів ТОС-1А «Солнцепек», автоматичних гранатометів АГС-30 та автоматів АК-103. При цьому Рособоронекспорт має передати частину технологій та налагодити виробництво запасних деталей, необхідних для підтримання зазначених зразків техніки у працездатному стані[49].